# Branchiocerianthus italicus
Branchiocerianthus italicus är en nässeldjursart som beskrevs av Eberhard Stechow 1921. Branchiocerianthus italicus ingår i släktet Branchiocerianthus och familjen Corymorphidae. Inga underarter finns listade i Catalogue of Life.